# Lucius Coelius Festus
Lucius Coelius Festus war ein im 2. Jahrhundert n. Chr. lebender römischer Politiker. Durch eine Inschrift, die in Veleia gefunden wurde, sind einige Stationen seiner Laufbahn bekannt. Seine Laufbahn ist in der Inschrift als cursus inversus, d. h. in absteigender Reihenfolge wiedergegeben.
Festus war möglicherweise ein Angehöriger des römischen Ritterstandes (Eques), bevor er in den letzten Jahren der Regierungszeit von Hadrian (117–138) durch die adlectio inter tribunicios in den Senat aufgenommen wurde. Im Anschluss übte er folgende Ämter aus: er wurde zunächst Praetor, danach zwischen 134 und 137 Praefectus frumenti dandi ex senatus consulto, zwischen 138 und 140 legatus Imperatoris Antonini Augusti Asturiae et Callaecia, zwischen 141 und 144 (bzw. von 141 bis 143) Praefectus des Aerarium Saturni und um 145/146 oder 146/147 Statthalter (Proconsul) in der Provinz Pontus et Bithynia.
Durch die Fasti Ostienses, auf denen sein Name partiell erhalten ist, ist belegt, dass Festus 148 zusammen mit Publius Orfidius Senecio Suffektkonsul war; die beiden traten ihr Amt am 1. Juli des Jahres an.
Festus stammte vermutlich aus Veleia, wo er auch Patron war (res publica Velleiatium patrono).